# Cal Giró
|  | Per a altres significats, vegeu «Cal Giró (Ribera d'Urgellet)». |

Cal Giró és una casa al terme municipal de Vilagrassa (l'Urgell) inclosa a l'Inventari del Patrimoni Arquitectònic de Catalunya.

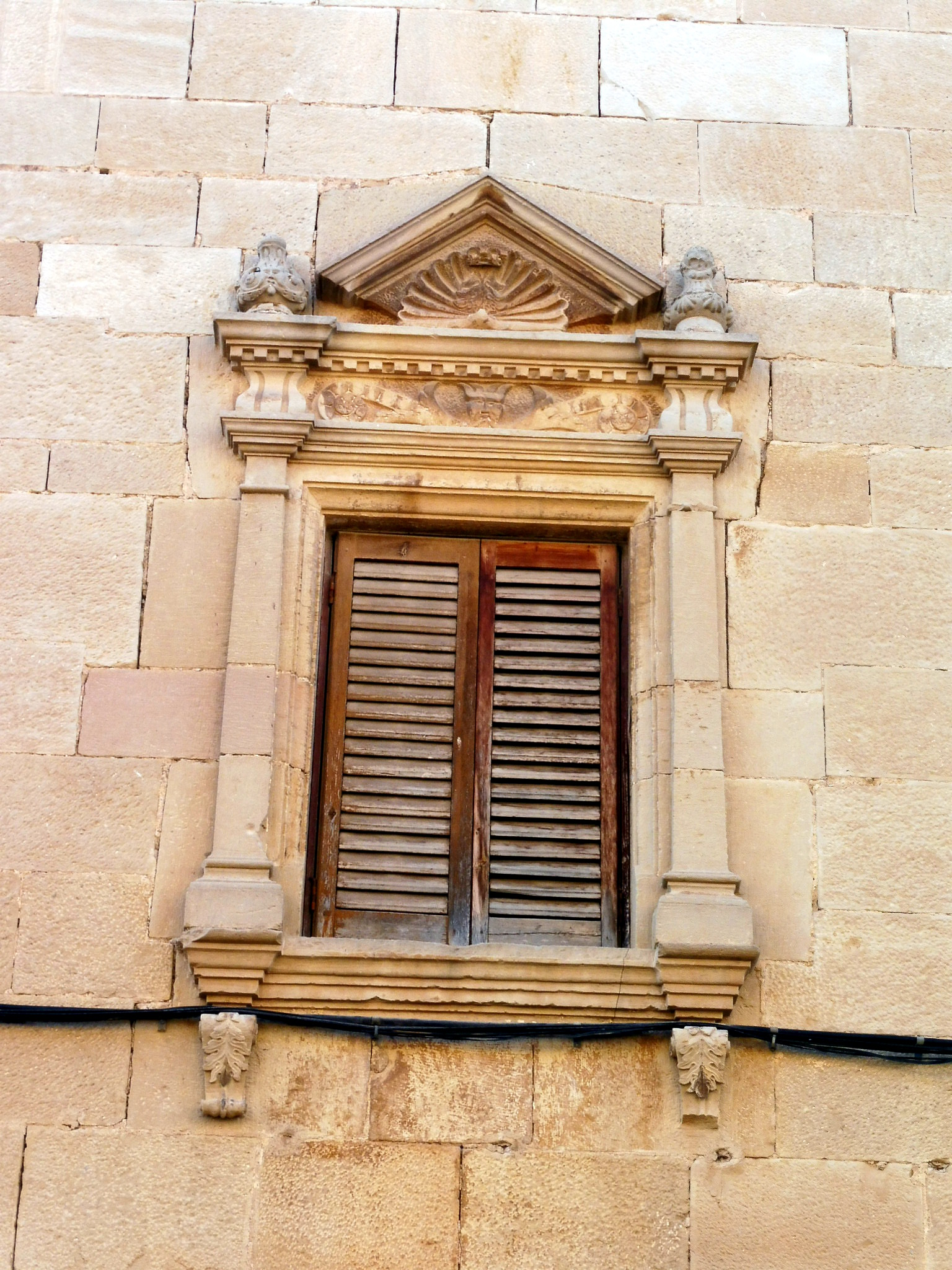
Detall de la finestra

Aquesta casa va pertànyer a la família Giró, però fa uns vint-i-vuit anys va ser venuda als actuals propietaris de Barcelona. Casa de carreus de pedra. Consta de tres plantes: planta baixa amb sues portes i una altra de tapada. La porta principal es troba damunt l'arc de mig punt anterior. A la planta noble tres finestres amb trencaaigües i cornisa. Una d'aquestes finestres presenta una conquilla al frontó i pilars laterals adossats. A la planta superior hi ha un fris amb decoracions florals de marcada influència francesa. En aquesta planta s'hi troben tres finestres quadrades amb cornisa.